# No. 46 (Royal Marines) Commando
No. 46 (Royal Marines) Commando je bil Commando Oboroženih sil Združenega kraljestva, ki so ga sestavljali kraljevi marinci.

## Zgodovina
Enota je bila ustanovljena avgusta 1943. Med operacijo Overlord je pristala skupaj z ostalo 4th Special Service Brigade; do konca vojne je delovala nato v Evropi. 